# Бекенов, Аманкул Бекенович
Аманкул Бекенович Бекенов (р. 16 ноября 1939, посёлок Тургай Костанайской области Казахской ССР) — советский и казахстанский учёный-зоолог, специалист по млекопитающим (а также по рептилиям, амфибиям и птицам) пустынных и полупустынных районов Казахстана. Доктор биологических наук (1991), профессор (1993), академик Академии естественных наук Республики Казахстан (1997).
Окончил Казахстанский педагогический институт им. Абая (ныне Национальный педагогический институт) в 1961 году; выпускник естественно-географического факультета. В 1961—1977 годах был младшим и затем старшим научным сотрудником, в 1977—2004 годах — заведующим лабораторией, в 1987—1995 годах заместителем директора по научной работе и в 1995—2003 годах директором Института зоологии.
Исследовал млекопитающих пустынь и степей палеарктики. Опубликовал 5 монографий, 250 научных статей и 12 научно-популярных книг. Крупные теоретические труды его авторства: «Охрана редких видов животных» (1975); «Млекопитающие Казахстана» (в 4-х томах, 1969—1985); «Красная книга Казахстана» (1978, 1991, 1996); «Сайгак» (1998). Участник более 30 международных научных конференций, семинаров и симпозиумов. Создал научную школу Казахстана по изучению млекопитающих, в своих работах предложил основы охраны редких и исчезающих видов млекопитающих Казахстана, проводил исследования численности популяции сайгаков в Казахстане и возможности её восстановления. За научные достижения в 1982 году был удостоен Государственной премии Казахской ССР.